# Sphaeronectes brevitruncata
Sphaeronectes brevitruncata is een hydroïdpoliep uit de familie Sphaeronectidae. De poliep komt uit het geslacht Sphaeronectes. Sphaeronectes brevitruncata werd in 1888 voor het eerst wetenschappelijk beschreven door Chun. 